# Northen
Pour les articles homonymes, voir Northen (homonymie).
Northen est une ancienne commune française du département de la Moselle, fusionnée avec Condé en l’an XIII.

## Géographie
Situé au nord de Condé, cette localité est traversée par la Nied.

## Toponymie
Anciennes mentions : Nortten (1618), Nortin (carte Cassini), Northene (1793), Northen (1801).

## Histoire
Avant 1790, Northen faisait partie de la communauté et de la paroisse de Condé, dans le bailliage de Boulay.
Ancien chef-lieu communal, Northen est réuni à Condé le 4 prairial de l'an XIII, formant ainsi la commune de Condé-Northen.

## Héraldique
|  | Les armes du village se blasonnent ainsi : D'argent à la bande ondée d'azur, au chef de gueules chargé de trois coquilles d'or. |

## Démographie
| 1793 | 1800 |
| ---- | ---- |
| -    | 192  |